# Viðarlundin í Hvalvík

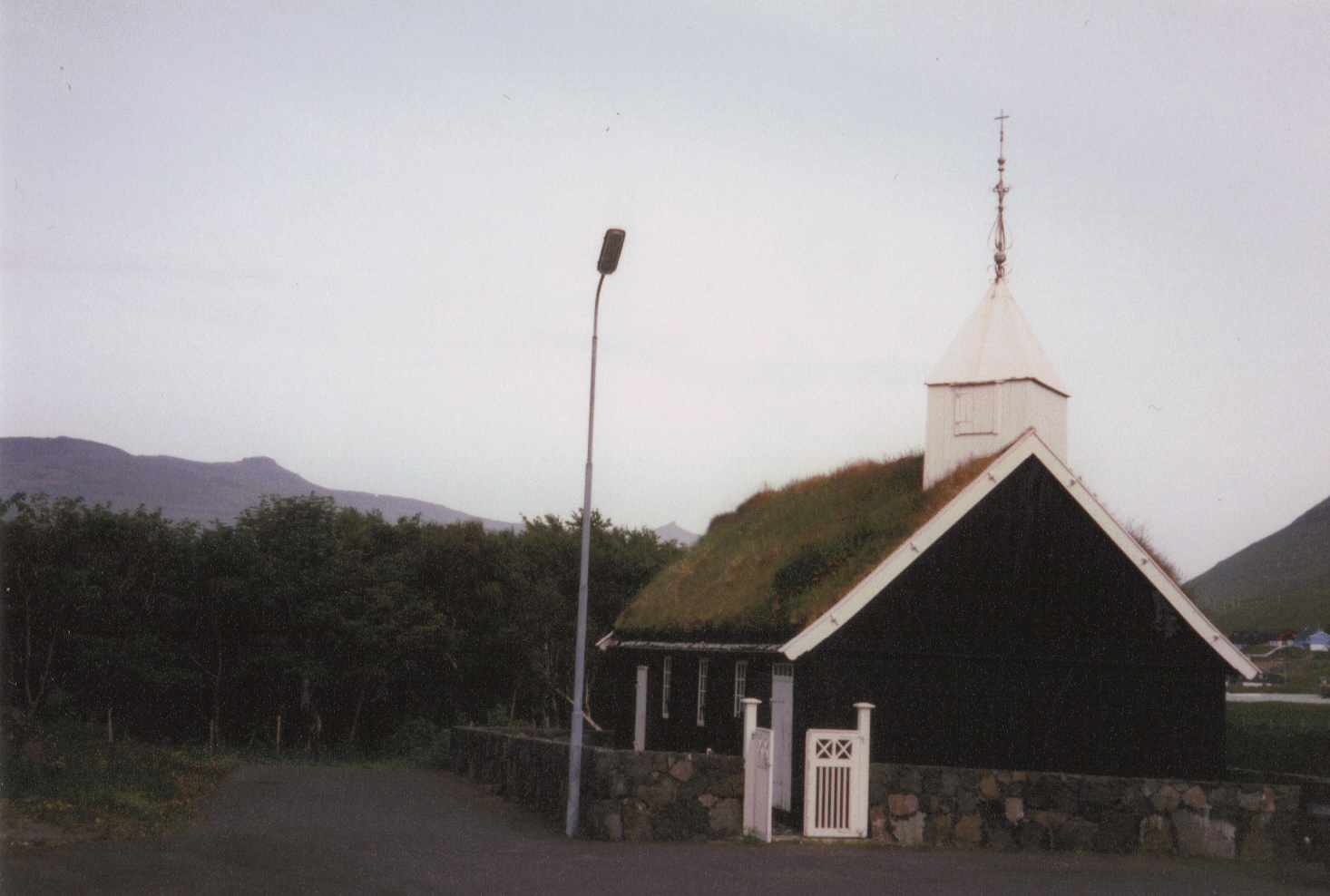
Kirche und Wald in Hvalvík

Viðarlundin í Hvalvík ist ein Wald im Dorf Hvalvík auf der färöischen Insel Streymoy. Er besteht hauptsächlich aus Fichten und Kiefern und befindet sich mitten im Ortskern in unmittelbarer Nachbarschaft der Kirche. Das färöische Wort viðarlund bedeutet wörtlich „Gehölz“ und bezeichnet eine Parkanlage oder einen Wald auf den Färöern, von deren Fläche nur 0,06 % bewaldet sind.
Der Gemeinde  Hvalvík wurde 1951 das Grundstück Á Tøðuni durch eine Schenkung übereignet, damit dort ein Wald angelegt werden konnte. Ab  Mitte der 1950er Jahre wurde mit der Bepflanzung begonnen. Seit dem 21. April 1992 obliegt die Pflege des Waldes der Forstbehörde (Skógfriðingarnevndin) der Färöer. Wegen der Lage auf dem gleichnamigen Grundstück wird der Wald häufig auch Viðarlundin á Tøðuni genannt.
Der Wald Viðarlundin í Hvalvík ist nach wie vor im Besitz der Gemeinde Hvalvík (Hvalvíkar kommuna) und bedeckt auf Flur 105 insgesamt eine Fläche von 6.600 m². Damit ist er einer der kleinsten Wälder bzw. Parks der Färöer.
Die Färöer sind mit ihrem feuchten kühlen Klima und der salzhaltigen Luft für das Gedeihen von Bäumen denkbar ungeeignet, denn die Bodenkrume ist relativ dünn und bietet Baumwurzeln wenig Halt. Nicht selten weht starker Wind, der Bäume entwurzeln kann, und es kommt vor, dass die Bäume in einem milden Januar oder Februar ausschlagen und im Frühjahr durch plötzlich einbrechenden Frost überrascht werden.
In unmittelbarer Nähe des Viðarlundin í Hvalvík ist eine besondere Sehenswürdigkeit zu sehen, die Holzkirche des Dorfes Hvalvík. Wie alle Wälder bzw. Parkanlagen der Färöer außerhalb der Hauptstadt Tórshavn ist auch der Viðarlundin í Hvalvík eingezäunt, um die Bäume vor Nahrung suchenden Schafen zu schützen.